# Jankovich Magda
Jankovich Magda, Jankovich Magdolna Aranka Irma Ilona, névváltozat: Jankovics (Budapest, Erzsébetváros, 1898. november 10. – Svájc, 1992. szeptember 23.) színésznő.

## Életútja
Jankovich Gaston (Gaszton) Aladár zentai születésű miniszteri számtiszt és Kürthi Sári (Kürti Adrienne Mária) színésznő leánya. 1914 és 1917 között Színiakadémiát végzett. 1917 májusában a Magyar Színházhoz szerződött, ahol első fellépése a Kőszívű ember fiaiban volt. 1920 és 1925 között a Magyar Színház tagja volt, 1926-ban a Renaissance, majd az Andrássy úti Színházban játszott.
Békeffi László konferanszié, kabarészerző, színész felesége volt, 1922. december 11-én kötöttek házasságot Budapesten.

## Fontosabb szerepei
- Elssler Fanny (Rostand: A sasfiók)
- Livia (Drasche-Lázár Alfréd: Tűzpróba)
- Erzsébet hercegnő (Sardou: Szókimondó asszonyság)
- Násztya (Gorkij: Éjjeli menedékhely)
- A zöldruhás (Ibsen: Peer Gynt)
- Thuz kisasszony (Molnár Ferenc: Az ibolya)
- Ida (Lakatos László: A fakír)